# Ust´-Maja
Ust´-Maja (ros. Усть-Мая) – osiedle typu miejskiego w Rosji, w Jakucji, ośrodek administracyjny ułusu ust´-majskiego.
Leży na wschodnim krańcu Płaskowyżu Nadleńskiego u ujścia Mai do Ałdanu; ok. 300 km na południowy wschód od Jakucka; ok. 4 tys. mieszkańców (1989); przemysł drzewny; przystań rzeczna; posiada połączenie drogowe z Niżnim Biestiachem.